# Worms: Clan Wars
Worms: Clan Wars est un jeu vidéo développé par Team17 et sorti sur plateforme Windows le 15 août 2013.
Le jeu entre dans la quatrième génération de jeu 2D de la série Worms.

## Système de jeu
Le gameplay suit les jeux précédents de la série, dans lesquels des équipes de vers de terre utilisent à tour de rôle une variété d'armes et d'objets afin d'éliminer les équipes adverses. Le jeu, comme Worms Revolution , a quatre classes différentes chacune améliorée avec de nouvelles capacités spéciales. C'est également le premier jeu Worms à ajouter le support Steam Workshop.
Worms Clan Wars a amélioré le gameplay en ligne. Le jeu permet aux joueurs de créer des clans et de discuter sur WormNET, le propre système de lobby et de chat du jeu.